# Kharaj
El kharaj (derivat del grec karakia a través del siríac, però incorporat a l'àrab a la seva arrel kh-r-j) fou el nom inicial donat al Pròxim Orient a l'impost en general. Més endavant fou aplicat a alguns impostos particulars. En general el nom de kharaj es va donar als impostos sobre la propietat immobiliària, especialment sobre la terra.